# Phyto armadillonis
Phyto armadillonis är en tvåvingeart som beskrevs av Kugler 1978. Phyto armadillonis ingår i släktet Phyto och familjen gråsuggeflugor.
Artens utbredningsområde är Israel. Inga underarter finns listade i Catalogue of Life.